# CRE8BOY
CRE8BOY（クリエイトボーイ）は、日本の振付ユニット。AKB48グループや坂道シリーズなど、数多くのアーティストの振付を担当している。

## 人物
- 2012年結成[1]。男女振付ユニット[3]。
- 「遊び心を振付ける」のポリシーのもと、CMやミュージックビデオの振付、ポージング等、あらゆる分野で活動中[1]。
- 『MTV VMAJ 2019』にて、振付を担当した日向坂46の「キュン」が「最優秀振付け賞（Best Choreography）」を受賞[4]。

## 振付作品

### アーティスト
IZ*ONE
- 年下Boyfriend

あかせあかり
- 恋ノ行方

=LOVE
- 手遅れcaution
- 虹の素
- ズルいよ ズルいね
- 桜の咲く音がした
- Oh！Darling
- 拝啓 貴方様
- 祝祭
- お姫様にしてよ!
- BPM170の君へ
- 笑顔のレシピ
- 好きって、言えなかった
- ラブクリエイト
- ヒロインズ
- 狂想カタストロフィ
- 誰にもバレずに
- 海とレモンティー
- 超特急逃走中

イコノイジョイ
- トリプルデート

宇野実彩子
- 恋の罠しかけましょ ～FUNK THE PEANUTSのテーマ～

板野友美
- OMG

AKB48グループ
- AKB48
  - ハイテンション
  - イマパラ
  - 戸惑ってためらって
  - ギブアップはしない
  - 恋愛無間地獄
  - ジャーバージャ
  - 君は僕の風
  - 新しいチャイム
  - センチメンタルトレイン
  - 波が伝えるもの
  - それでも彼女は
  - おはようから始まる世界
  - 夢へのプロセス
  - 必然性（TIF選抜）
  - 失恋、ありがとう
- SKE48
  - 世界が泣いてるなら
  - 金の愛、銀の愛
  - 今夜はShake it !
  - 夏よ、急げ！
  - 制服を脱ぎたくなって来た
  - Vacancy
  - 意外にマンゴー
  - パーティーには行きたくない
  - 奇跡の流星群
  - 無意識の色
  - 反射的スルー
  - 夜明けのコヨーテ
  - We’re All In This Together 〜みんなスター！〜
  - 愛の喪明け
  - 長い夢のラビリンス（Live ver.）
  - 誰かの耳
  - 君はラムネ
  - Stand by you
  - 蹴飛ばした後で口づけを
  - FRUSTRATION
  - ゲームしませんか？
  - せ〜ので言おうぜ!
  - ストレートな純情
  - 青春の宝石
  - 流星
  - 恋せよ乙女 エクスプロージョン!
  - 嵐からの隠れ場所
  - Fly me to the universe
  - 恋するつぼみ
  - 時間がない
  - 異形のダンス
  - ドント・ストップ・ミュージック
  - 君は未来に試されている
  - 転生しても好きでした
  - Go for the Dream!!
  - 瞳の中にアップル
  - プレシャス
  - 空の青さに理由はない
  - ハートブレイカーズ
  - MY BESTIE
  - Over the Top
  - We Don't Have A Time!!
  - いいね、それいいね
  - 消えない虹を心にかけて
  - 僕らを繋ぐもの
  - 好きになっちゃった
  - Revolver
  - 釘付けwink♡
  - ユースコール
  - キラスキ
  - 星の雫
  - ねえ 横浜のあの子を好きになっちゃったの?
  - 愛のホログラム
  - 告白心拍数
- NMB48
  - ワロタピーポー
  - True Purpose
  - 床の間正座娘
  - アップデート
  - 母校へ帰れ!
  - 僕だけの君でいて欲しい
  - 初恋至上主義
  - だってだってだって
  - 恋なんかNo thank you!
  - シダレヤナギ
  - 恋と愛のその間には
  - 夢中人
  - 好きだ虫
  - 挑発の青空
  - Done
  - Enjoy無礼講!
  - これが愛なのか?
  - 青春ジャンプ
  - がんばらぬわい
  - Gotcha
- HKT48
  - 早送りカレンダー
  - 会いたくて嫌になる
  - 大人列車はどこを走ってるのか?
  - カモミール
  - いま、月は満ちる
  - おしゃべりジュークボックス
  - 君とどこかへ行きたい
  - 君はもっとできる
  - クラクションで I love you !
  - こんな時代に…
  - 半袖天使
- NGT48
  - シャーベットピンク
  - 絶望の後で
  - Awesome（坪川なぎさと共作）
  - はっきり言って欲しい
  - ポンコツな君が好きだ
  - しそうでしないキス
  - やさしさの重さ
  - キスをちょうだい
  - 一瞬の花火
  - 希望列車
- STU48
  - 暗闇（Live ver.）
  - 大好きな人
  - サングラスデイズ
  - ヘタレたちよ
  - 花は誰のもの?
  - 息をする心
  - 君は何を後悔するのか?
  - 愛の重さ
  - 地平線を見ているか?

EXIT featuring NUTS-ME
- NO MORE 恋泥棒

江籠裕奈
- はじまる

lol
- hanauta
- starlight
- hello
- spank!!
- hikari

OBP
- 好きすぎてアイラビュー

岡咲美保
- ハピネス
- JOY!!

CUBERS
- WOW
- CHOICE
- 人生Heyday

9bic
- とれたてロマンティック

工藤静香
- 丸

劇団4ドル50セント
- プレ公演 総合振付・ダンス監修
- 少年よ空を見ろ！
- 愛があったら
- シャッターを上げろ
- 旗揚げ本公演 総合振付・ダンス監修
- 週末定期公演Vol.1「夜明けのスプリット」総合振付・ダンス監修
- 第二回本公演「ピエロになりたい」総合振付・ダンス監修
- ドルセンTV / 米津玄師「Flamingo」
- ドルセンTV / MONDO GROSSO「偽りのシンパシー」
- ドルセンTV / 西野カナ「トリセツ」
- ドルセンTV / あいみょん「愛を伝えたいだとか」
- ドルセンTV / あいみょん「真夏の夜の匂いがする」
- ドルセンTV / Queen「We Will Rock You」
- スマホドラマ「あなたがいなくて僕たちは」総合振付監修

ケツメイシ
- さくら MV(2021年 ver.)
- SWEET BABY

CHEMISTRY
- Trinity tour
- TOKYO GIRL（川畑要）
- スターシップ（川畑要）
- NO LIMIT（川畑要）

光上せあら
- 崖っぷちのシンデレラ

斉藤朱夏
- くつひも

坂道シリーズ
- 乃木坂46
  - 風船は生きている
  - 三番目の風 （MusicVideo）
  - スカイダイビング
  - Rewindあの日
  - 逃げ水
  - 女は一人じゃ眠れない
  - 泣いたっていいじゃないか？
  - My rule
  - 新しい世界
  - 三角の空き地
  - 帰り道は遠回りしたくなる
  - ありがちな恋愛
  - のような存在
  - 平行線
  - 夜明けまで強がらなくてもいい
  - しあわせの保護色
  - 世界中の隣人よ
  - 冷たい水の中
  - 大人たちには指示されない
  - 君に叱られた
  - 17分間
  - Never say never
  - マグカップとシンク
  - 思い出が止まらなくなる
  - 手ごねハンバーグ
  - 「じゃあね」が切ない
  - 落とし物
  - それまでの猶予
  - 乃木坂46 6期生オープニングムービー
  - ネーブルオレンジ

- 欅坂46
  - 角を曲がる
- 日向坂46
  - 君に話しておきたいこと
  - 抱きしめてやる
  - キュン
  - JOYFUL LOVE
  - Footsteps
  - 耳に落ちる涙
  - 沈黙が愛なら
  - ドレミソラシド
  - My god
  - Cage
  - Dash&Rush
  - こんなに好きになっちゃっていいの?
  - ママのドレス
  - 川は流れる
  - ソンナコトナイヨ
  - 窓を開けなくても
  - ナゼー
  - どうして雨だと言ったんだろう?
  - See Through
  - 君しか勝たん
  - 世界にはThank you!が溢れている
  - あくびLetter
  - 思いがけないダブルレインボー
  - レントゲン眼鏡（まりりん＆るびー）
  - HELL ROSE（チョコラショコラ）
  - 僕なんか
  - 恋した魚は空を飛ぶ
  - 月と星が踊るMidnight
  - 孤独な瞬間
  - ブルーベリー＆ラズベリー
  - 一生一度の夏
  - One choice
  - シーラカンス
  - Am I ready?
  - 見たことない魔物
  - ガラス窓が汚れてる
  - 骨組みだらけの夏休み
  - ロッククライミング
  - 自販機と主体性
  - 君はハニーデュー
  - 錆つかない剣を持て!
  - 夜明けのスピード
  - 絶対的第六感
  - 卒業写真だけが知ってる
  - SUZUKA
  - 孤独たちよ
  - Love yourself!
  - ジャーマンアイリス
  - You are forever
  - あのね そのね

SAD originals.
- night dancer

ジェジュン
- Your Love
- LAVENDER
- IMPOSSIBLE

シャインポスト
- TINGS
  - TOKYO WATASHI COLLECTION
  - Be Happy Time!!
  - Be Your Light!!
  - Snow Leaves
  - Life goes on!
  - 春風に乗って
- HY:RAIN
  - GYB!!
  - Rain of BulletsXX

jatta
- バツイチ

THE SUPER FRUIT
- Seven Fruits
- チグハグ
- 馬鹿ばっか
- サクラフレフレ
- サマー☆★げっちゅー
- どーぱみんみん あどれなりんりん
- だいぶダイバーシティ

ジュエル☆トリコ
- ジュエル☆トリコ

私立恵比寿中学
- イヤフォン・ライオット
- 青春ゾンビィィズ
- kyo-do?
- トーキョーズ・ウェイ!

新生ラストアイドル
- 未完成スターライト

SUPER☆GiRLS
- わがまま GiRLS ROAD
- コングラCHUレーション!!!!
- ナツカレ★バケーション
- 片想いのシンデレラ
- ときめきHighレンジ!!!
- 忘れ桜
- 明日を信じてみたいって思えるよ
- はじまりエール
- リボン
- すすすすすすすき

SPiN
- Let You Go

sumika
- Lamp
- Shake & Shake

青春高校3年C組
- ダンスボーカル部「Leave it to me!」
- 企画ユニット「バトラー」
- アイドル部「チャイムの途中で」
- アイドル部「無人島へ連れてって」
- ダンス&ボーカル部「マイナスワン」
- 企画ユニット部「気まぐれカモン」
- おばちゃん&チャーリー「ナイジェリアローズ」
- 前川歌音「クラクションレクイエム」
- アイドル部「サンダルガール」
- 「青春高校のテーマ」
- アイドル部「青春のスピード」
- Blue Spring「イチャイチャしたい」
- ハイスクールベイビー「大っ嫌いロミオ様」
- 男子アイドル部「弁解オセロ」
- ダンス&ボーカル部「約束のSunrise」
- Never ending time
- アイドル部「君のことをまだ何にも知らない」
- アイドル部「好きです」
- アイドル部「自分のことがわからない」

7m!n
- ほっ！

双極スペクトラム
- すっごいたのしい

蒼天のハリー
- ハピハピ

たべっ子キッズ
- ツブウド・コッベタ

超特急
- Revival Love

Tia
- Deal with the devil

DiVA
- WOW WAR TONIGHT 〜時には起こせよムーヴメント〜

D'STATION フレッシュエンジェルズ
- Circus

手羽先センセーション
- 絶対値は∞

20th Century
- 水曜日

ときめき♡宣伝部
- 音速（ソニック）アドベンチャー
- どどどどどりーまー

なにわ男子
- 恋やけどめ

≒JOY
- 笑って フラジール
- 超孤独ライオン
- スイートシックスティーン
- 今日も君の夢を見たんだ
- 大空、ビュンと
- その先はイグザルト
- 無謀人
- きっと、青い
- 夢見る♡アイドル
- だだだ、だって。
- ブルーハワイレモン
- いま、月は満ちる

≠ME
- ≠ME
- 「君の音だったんだ」
- 「君と僕の歌」
- P.I.C.
- 秘密インシデント
- 自分賛歌
- てゆーか、みるてんって何?
- 君はこの夏、恋をする
- 薄明光線
- ミラクル!
- まほろばアスタリスク
- 誰もいない森の奥で一本の木が倒れたら音はするか?
- チョコレートメランコリー
- 虹が架かる瞬間
- す、好きじゃない!
- サマーチョコレート
- はにかみショート
- 桃色デイブレイク
- ピオニーズ
- ウルトラレアキッス
- このままでモーメンタリ
- マシュマロフロート
- 想わせぶりっこ
- デートの後、22時
- ヒロインとオオカミ
- 偶然シンフォニー
- 夏が来たから
- ごめん、マジで
- 最強のラブソング
- 神様の言うとーり!

ハイスクールチルドレン
- 愛の鎖
- ハイスクールプリンセス

はじめあきらとつくもちゃん
- ピカ☆ちんタイム

#ババババンビ
- ゲイシャフジヤマ
- お前はもうピんでいる!

Haru.Robinson
- Identity

B&ZAI
- なつ♡あい

Pixel Ribbon
- ウェンズデーすきっぷ!

平手友梨奈
- bleeding love
- ALL I WANT
- イニミニマイニモ

ファントムシータ
- すき、きらい

フェアリーズ
- Mr.Platonic
- マーガレット
- 純愛（伊藤萌々香）
- ターミナル（林田真尋）
- Tough Girls（藤田みりあ）
- まっさらマンマミーア（井上理香子）
- Commander（野本空）
- Runway（下村実生）
- クロスロード
- コスモス
- Synchronized 〜シンクロ〜
- The Fairytale
- 恋のロードショー
- ターニング・ポイント
- Bangin’
- Fashionable
- Metropolis〜メトロポリス〜

福本大晴
- 最優秀恋人賞
- オレゴリズム
- セクシーボンバイエ
- ヨシヨシ
- EVE
- ぴょんちぇのうた

フジコーズ
- ウェーイTOKYO

PRYME
- Pinky

ブルーベリーソーダ
- 天使が通る

フレデリック
- スパークルダンサー

Hey! Say! JUMP
- DEAR MY LOVER
- Evans Knot

POCKET PANiC
- Pa・Pa・Pa・Panic!

MAX
- #SELFIE 〜ONNA Now〜
- Heartbreaker
- Mi Mi Mi
- Do Shot

MR.MR
- Tiger and Lion

Mrs. GREEN APPLE
- 僕のこと（Abema 今日好き部文化祭ver.）

山下智久
- NEXTACTION feat. 藤ヶ谷太輔

山本彩
- feel the Night
- stay freet

世が世なら!!!
- 下克上、はじめました。
- 鼓動のFighters
- ウオー！サオー！
- メダチタガリアン
- 俺ならやれそうじゃん?
- viva☆いー感じっ

ラストアイドル
- バンドワゴン
- ラスアイ、よろしく
- 涙の仮面
- 想像上のフルーツ
- Again & Again
- 失恋乾杯
- 君のAchoo!
- 明日の空を見上げるために
- 好きで好きでしょうがない
- 眩しすぎる流れ星
- Everything will be all right
- いつの日かどこかで
- 愛しか武器がない
- サブリミナル作戦
- あんたは誰だ？
- 鼓動の理由
- なんだかんだでスタート
- 誰かの夢が叶ったら
- Lollipop
- 青春0対0
- 現実
- 潮騒よ
- 桜が咲いたら
- 悪魔のディール
- 悲しい歌はもう歌いたくない
- 振り向きたくなる
- Hope
- 最後の選択肢
- あやふや
- 銀河高速 渋滞中
- Stupidにもなれずに・・・
- 瞳キラキラ
- Break a leg!
- 愛の答え合わせ

ラフ×ラフ
- パッパッ

Re:Complex
- VERY GO
- Scream!!!

ROOT FIVE
- 大逆転エモーション
- 雑菌パーティー
- Sekilala

Lumi7's
- 恋する星とお姫様

Rev. from DVL
- REAL-リアル-
- 恋色パッション
- LiVE & Peace
- 恋のMonster.
- 君がいて僕がいた
- 愛がーる
- 屋上のスキマ 白いソラ
- スマイル・ジャンプ
- Vampire
- NEVER SAY GOODBYE
- one to 99

わーすた
- グレープフルーツムーン
- サンデー!サンシャイン!
- Never ending the world
- 春花火
- 詠み人知らずの青春歌
- 我々はネコである
- Cat Walkin’
- マッシュ・ド・アート
- ミラクルマジカルヘルシーパワー
- 君とtea for two♡
- わーるどすたんだーど

ONE LOVE ONE HEART
- イヤナコトナンテフツカデヤメロ
- テンプレファッショニスタ

### ライブ
- SMAPライブ「Mr.S」/ Pepper ステージパフォーマンス「世界にひとつだけの花」
- 乃木坂46アンダーライブ全国ツアー2017 〜九州シリーズ〜 総合振付
- 白井美穂ライブ
- 日向坂46 3rdシングル発売記念ワンマンライブ 総合振付監修・ステージング
- 日向坂46 Xmas SPECIAL LIVE 2019 （USJ）総合振付・ステージング
- 日向坂46 ひなくり2019 ～17人のサンタクロースと空のクリスマス～ ステージング
- 日向坂46×DASADA LIVE＆FASHION SHOW ステージング
- HINATAZAKA46 Live Online, YES！with YOU！～"22人"の音楽隊と風変わりな仲間たち～ ステージング
- 日向坂46×DASADA Fall＆Winter Collection 振付・ステージング
- 日向坂46 デビュー2周年記念 Special 2days「春の大ユニット祭り」「2回目のひな誕祭」 振付・ステージング
- 櫻坂46・日向坂46 合同ライブイベント「W-KEYAKI FES. 2021」ステージング・振付
- 福本大晴 LIVE HALL TOUR「Love Typhoon」ライブ演出

### 番組
- フジテレビ「SMAP×SMAP」／Pepper ダンスパフォーマンス
- フジテレビ「久保みねヒャダ こじらせナイト」／MAX「毛サバイバル」
- フジテレビ「2017FNS歌謡祭」／平井堅「ノンフィクション」平手友梨奈 パフォーマンス
- フジテレビ「2017FNS歌謡祭」／松本梨香 × 乃木坂46「めざせポケモンマスター」
- フジテレビ「2017FNS歌謡祭」／山崎育三郎 × 乃木坂46「Congratulations」
- フジテレビ「2018FNSうたの夏まつり」／ミュージカルメドレー・ディズニーメドレー（別所哲也、CrystalKay、渡辺直美、平原綾香、劇団4ドル50セント）
- フジテレビ「2018FNS歌謡祭」／山崎育三郎 × 劇団4ドル50セント「I LAND」
- フジテレビ「2019FNS歌謡祭」/ 和田アキ子×フェアリーズ「笑って許して」
- フジテレビ クラウドナイン5周年特別番組「雨音」/ Ado x 平手友梨奈スペシャルコラボ「唱」、平手友梨奈「bleeding love」
- テレビ朝日「ミュージックステーション」／平井堅「魔法って言っていいかな？」
- テレビ朝日「ミュージックステーション」／平井堅「僕の心をつくってよ」織田信成 & 浅田舞 パフォーマンス
- TBS「PLAY LIST」/ 劇団4ドル50セント「少年よ空を見ろ！」「愛があったら」メドレー
- TBS「第62回 輝く！日本レコード大賞」／加藤史帆＆齊藤京子（日向坂46）「恋のバカンス」
- TBS「UTAGE!」/ MAX「ドレミソラシド」
- TBS「CDTVライブ!ライブ!」/ 日向坂46「Ado / 踊」
- NHK「SONGS」／平原綾香 スーパーカリフラジリスティックエクスピアリドーシャス
- NHK Eテレ「歌のおじさんEたん」/ 日向坂46「fight」
- 第70回「NHK紅白歌合戦」/ 山内惠介「唇スカーレット」
- 朝日放送テレビ「ヒーリングっど♥プリキュア」エンディングテーマ「ミラクルっと♥Link Ring!」「エビバディ☆ヒーリングッデイ!」ダンス
- 朝日放送テレビ「トロピカル〜ジュ!プリキュア」エンディングテーマ「トロピカ I・N・G」「あこがれ Go My Way!!」
- 映画 プリキュアミラクルリープ みんなとの不思議な1日 エンディングダンス
- 朝日放送テレビ「デリシャスパーティ♡プリキュア」前期エンディングテーマ「DELICIOUS HAPPY DAYS♪」
- 朝日放送テレビ「デリシャスパーティ♡プリキュア」後期エンディングテーマ「ココロデリシャス」
- 朝日放送テレビ「ひろがるスカイ!プリキュア」前期エンディングテーマ「ヒロガリズム」振付
- 朝日放送テレビ「ひろがるスカイ!プリキュア」後期エンディングテーマ「Dear Shine Sky」振付
- テレビ東京「しまじろうのわお！」主題歌「ドドドド ドーナツ」
- 日本テレビ「THE MUSIC DAY」/ 高橋由美子×日向坂46「友達でいいから」
- 日本テレビ 秋のカラダWEEK！日向坂46「キュンエク」
- TVアニメ「シャインポスト」／蛍「Sweet Surrender」

### 企業
- アース製薬「アースジェット」CM
- AOKI CM いい服にはいい話がある「アームホール篇」
- アクエリアス クリアウォーター TVCM「渇き・スッキリ」篇
- 旭化成 Web CM「サランラップで踊ってみた」
- 旭化成 Web CM「サランラップ体操」
- 出光興産 apollostation CM「a！合唱団」篇
- 異世界のんびりライフ 1周年 橋本環奈コラボTVCM
- 出光興産 apollostation CM「いろんなa!をこのまちに。」スチールポージング振付
- 井村屋 やわもちアイスCM「街角ミュージカル やわもちアイス」篇
- 伊利 畅意100% TVCM
- ANA CM「旅のすべてが、シネマチック」篇
- AGC CM「AではじまりCでおわる素材の会社はAGC」
- AGC CM「AGCを知ってるかい？」
- ABCマート NUOVO／ヌォーヴォ「SPICE UP」CM
- ABCマート「SNOW BOOTS COLLECTION」CM
- Expo2025 大阪ヘルスケアパビリオン「Nest for Reborn」
- エクササイズDVD「エストリズム」
- エクストリームTVCM「デジ樽登場」編「遠近法」編
- NTTドコモ d払い「街に広がる」「dポイントつかえる」「スマホでキャッシュレス」「スマホでお出かけ」「dポイントたまる」篇
- NTTドコモ 日中同時生放送アニメ 直感×アルゴリズム♪「520」
- NTTドコモ 中国移動 5G訴求共同制作アニメ 直感×アルゴリズム♪「フタリセカイ」
- NTTドコモオンラインショップCM「スマホガネットデ買エル」家族篇、サラリーマン篇、学芸会篇
- NTN CM 「なんてなめらか出会い」篇、「なんてなめらかNTN♯04アメリカンカフェ」篇
- エボラブルアジア AirTrip CM「ラップ篇」
- 大塚製薬 ポカリスエットCM「Jump」篇
- Girls Award オープニングアクト出演
- 花王 キュキュット CM「あらいまShow!」
- 花王 メンズビオレ薬用デオドラントＺ CM「スプレー誕生」篇
- 花王 リセッシュCM「先回り消臭」登場篇
- 花王 リセッシュ デオドラントパワーCM「先回り消臭」飲み会篇
- キッコーマン うちのごはん すきやき肉豆腐「豆腐ショック篇」もやしのにんにく醤油炒め「もやしアロハ篇」
- KINCHO クリーンフロー トイレのニオイがなくなるスプレー「アイドル」篇
- 九州ろうきん TVCM「私でもつかえる」「ATM」「コツコツ貯蓄」「将来設計」「教育ローン」「カーライフローン」篇
- KUMON CM「教室のうた（学びはじめ）編」「教室のうた（できたのよろこび）編」
- KUMON CM「教室のうた（大きな丸）編 」「教室のうた（できた！がはじまる）編」
- グリコ SUNAO CM「ビストロSUNAO」篇
- 幻獣レジェンド CM「部長のショータイム」篇
- 神戸ロースロショコラ　山崎育三郎「こだわり語り」篇
- コカ・コーラ ファンタCM「ハロウィン」篇
- コカ・コーラ リアルゴールドCM「やる気サポート」シリーズ、「やる気サポートソング」
- コニカミノルタ「Kunkun Body」
- サンヨー食品 カップスターCM 乃木坂46「ガーリーダンス」
- JRA 即パットCM 「即席！即Matt！」
- 識学 CM「部下のモチベーションを上げない」篇、「社員の頑張る姿を評価しない」篇、「社長が現場に入らない」篇、「総集」篇
- シャインポスト Be Your アイドル!
- ジョンソン･エンド･ジョンソン:ワンデー アキュビュー® オアシス® 瞳思いラボ「摩擦ゼロ」篇
- すかいらーく ガスト公式TikTok「秋スイーツでテンション上がって、ほくほくダンス！」「コレサワさんの歌でほかほかダンス♪」
- SCREEN CM「輝け、未来。」編
- スパリゾートハワイアンズCM「レッツハワイアンズ・プール」篇
- セイロガン糖衣A CM「ボーイのトーイ」
- セキスイハイム おひさまハイム CM「おひさまのチカラ」「おひさまファクトリー」
- セキスイハイム CM「あったかハイム」
- セブン＆アイ・ホールディングス 乃木坂46×セブンマイルプログラム「mile mile please」
- ソフトバンク 感情認識パーソナルロボット「Pepper（ペッパー）」ダンスパフォーマンス
- ソフトバンク Pepper「ジングルベル」
- ソフトバンク Pepper ダンスパフォーマンス「くるみ割り人形」
- ソラシドエア CM「さあハッピーを計画しよう！」
- 宝くじ CM - 社会貢献 2024「アンセム」篇
- たらみTVCM「濃いゼロタイム篇」
- TUNAG CM - スマホでバイトをDX「社内掲示板編」「タスク管理編」「ワークフロー編」
- 東京観光財団プロジェクト「Ninja Illusion LIVE」
- 東京モーターショー 三菱ブース ショー出演・モデル振付
- 東京ガールズコレクション 2015 A/W 出演
- 東ハト「キャラメルコーン」50周年記念ソング「うたエルコーン」
- 東邦ガスCM くらしのアレコレ「メイン」篇
- トヨタ KINTO CM「KINTOなら、クルマにまつわるストレスがナイ！」
- トヨタレンタカー TVCM「借りるなら最新型」篇
- ドラゴンクエストXI CM「楽しみにしすぎる中村勘九郎・中村七之助」篇
- トリンプ 天使のブラⓇ「25周年スペシャルムービー」
- ニコニコ超会議2015 / Pepper ステージパフォーマンス「千本桜」
- 日清のどん兵衛CM「年越しアイドル 篇」
- ノーシンピュアCM「にこるん応援団」
- 白鶴まるTVCM「漁港踊り」篇
- ピザハット CM「カズとムックの至福のハーフ＆ハーフ」
- PPJ CM「Paravi」
- ViVi Night ランウェイ ダンサー
- ブックライブCM「ブックライブダンス篇」
- ブックライブCM「利用者いっぱい環奈感激」篇
- PlayStation CM「METAL GEAR SOLID Ⅴ: GROUND ZEROES TVCM 準備体操篇」
- ボンベイ・サファイア ブランドムービー「未だ見ぬ世界へ｜Bombay Sapphire」
- MYNUS FLIP UP WALLET - PV「PLAY THE FLIP UP」
- マウスコンピューター WebCM ダンス篇（齋藤飛鳥×DAIV、堀未央奈×G-Tune、遠藤さくら×mouse）
- マクドナルド 夜マック CM「倍バーガー篇」
- 魔剣伝説 CM「超夏祭り」
- マネードクター CM
- 三菱自動車 デリカミニ 「デリ丸。ダンス」振付・出演
- 明星 中華三昧 CM「すぱ辛 篇」
- ムラサキスポーツイオンモール1周年フラッシュモブ
- 明治 ザバスミルク Web CM「知らず知らず筋図鑑」
- 明治 ザバスミルク Web CM「部活ワザ選手権」
- メイベリンニューヨーク ハイバーシャープライナーR CM「そのアイライナーは汗をかいても落ちないか。」
- メチャカリ×欅坂46 TVCM「Color Bomb篇」
- メルペイ「メルペイサンデー篇」「メルペイフィーバー篇」
- モンスト 春キャンペーン「モンパル」CM｜春オーブ篇、春のスクラッチくじ篇、2.5次元の誘惑篇
- ヤッホーブルーイング よなよなエール CM「ネオ三本締め」
- UQコミュニケーションズ UQ mobile CM「家族設定、誕生」篇、「のりかえる長女」篇
- 雪印 恵 megumi ガセリ菌SP株ヨーグルト ドリンクタイプ CM「おいしく内臓脂肪対策」篇
- 洋服の青山 n-line precious CM「ワタシにプレシャスを。」篇
- ライオン システマアーチフィット × Charisma.com タイアップソング「きらめく理想、山となる」
- LINE ディズニーツムツム「9th ANNIVERSARY ツムツムしよっ！篇」
- ラフィネCM「職業、セラピスト。」
- LIXIL CM「キッチンの妖精」篇
- Reebok CLASSIC CM「ZOKU THE MOVIE」
- ルーデル「STU48×ドラゴンエッグ」コラボCM

### スポーツ
- 浅田真央サンクスツアー
- Bリーグ ALL-STAR GAME オープニングアクト

### 公演
- 歌喜劇「市場三郎～グアムの恋」
- 京都SUSHI劇場
- 舞台「GIRLS REVUE」
- 東京文化会館 2019-20オペラ夏の祭典 プロモーション企画「オペラ『トゥーランドット』を踊ってみた。」
- 舞台「27-7ORDER-」

## ポージング作品

### アーティスト
- AKB48「ハイテンション」ジャケット写真
- 乃木坂46「君に叱られた」ジャケット写真
- 日向坂46展「WE R!」
- 乃木坂46「チートデイ」ジャケット写真
- ELSEE アーティスト写真

### ドラマ
- TBSドラマ「最愛」ポスター

### 企業
- コニカミノルタ「Kunkun Body」
- Samsung Galaxy A51 5G「マクロカメラ meets ゆりやんレトリィバァ “4cm美”」
- SIXPAD Bottom Belt × 菜々緒 TVCM「美しいフォルム篇」、「ブランドムービー・グラフィック」
- ハウスメイトパートナーズ「ハウスメイトnavi」
- 明治 ザバスミルク Web CM「知らず知らず筋図鑑」
- RIZAP「ゲスト集合」篇、「高橋さん」篇、「早島さん」篇、「鈴木さん」篇、「草栁さん」篇、「住谷さん」篇、「渡辺さん」篇、「梅沢富美男」篇、「佐藤仁美」篇、「佐藤進化」篇、「梅沢佐藤対談」篇、菊地亜美「菊地亜美」篇、「アカペラ」篇、「過去の私と」篇、「進化」篇、「ダイエットIQ」篇、ゆきぽよ「グラビア」篇、「決めポーズ」篇、「パラパラ」篇